# Amanda Rylander
Amanda Fredrika Rylander, född 14 oktober 1832 i Jäders församling, Södermanlands län, död 15 oktober 1920 i Kvillinge församling, Östergötlands län, var en svensk skådespelare.

## Biografi
Amanda Rylander var dotter till inspektör Jonas Johan Rylander. Hon var medlem i först Anders Selinders sällskap 1857–1859 och sedan i Pierre Joseph Delands sällskap 1859–1862 innan hon engagerades vid Helsingfors Svenska teater 1863, som dock brann ned samma år.
Mellan 1870 och 1890 var hon sedan en av de mest kända aktörerna vid Stora teatern i Göteborg, där hon, förutom ett uppehåll 1881–1882, var anställd fram till sin pensionering. Hon tillhörde pionjärgenerationen vid den första stående ensemblen vid Stora Teatern i Göteborg. Hon gjorde dock gästuppträdanden också efter 1890, och gjorde sitt sista uppträdande 1914.
Rylander var främst komiker och bland hennes mest uppskattade roller fanns Fadette i Syrsan och Opportune i Fregattkaptenen. Hennes spelstil beskrivs som varm och hjärtlig gemytlig. Hon var syster till skådespelarna Ottilia Littmarck och Clara Björlin.
Det sades om henne: 
"“Amanda Rylanders artistskap kan karakteriseras med ett enda ord: liv, hette det om henne vid ett tillfälle. Det är ibland litet för mycket av den sorten, det kan ju icke nekas, men liv är det dock och personlighet över det hela. Det rycker i var led på henne, då hon spelar; skall hon skratta, måste man skratta med; gråter hon på scenen, blir det ofta verkliga tårar. Excentrisk, överdriven kan hon vara, men en sak bliver hon aldrig: likgiltig för vad hon gör och för det de andra göra på scenen. Se bara på henne t. ex. i en operett, där hon spelar en biroll; de andra bruka för det mesta stå likgiltiga under andras kupletter och scener — och vem kan i det hela förtänka dem det? — men Amanda Rylander följer med varje ord, som sjunges, och under hela tiden kan ni märka, hur hennes minspel förändras. I bland kan hon av en liten roll skapa en miniatyrbild av hög komisk rang. Till exempel i “Clara Soleil“ där hennes “diskreta" påkläderska och Gustaf Adolf Borgströms kärlekskranke hotellvärd, trots det att deras roller tillsammans knappast voro tre ark, nästan blevo huvudpersonerna."

## Teater

### Roller

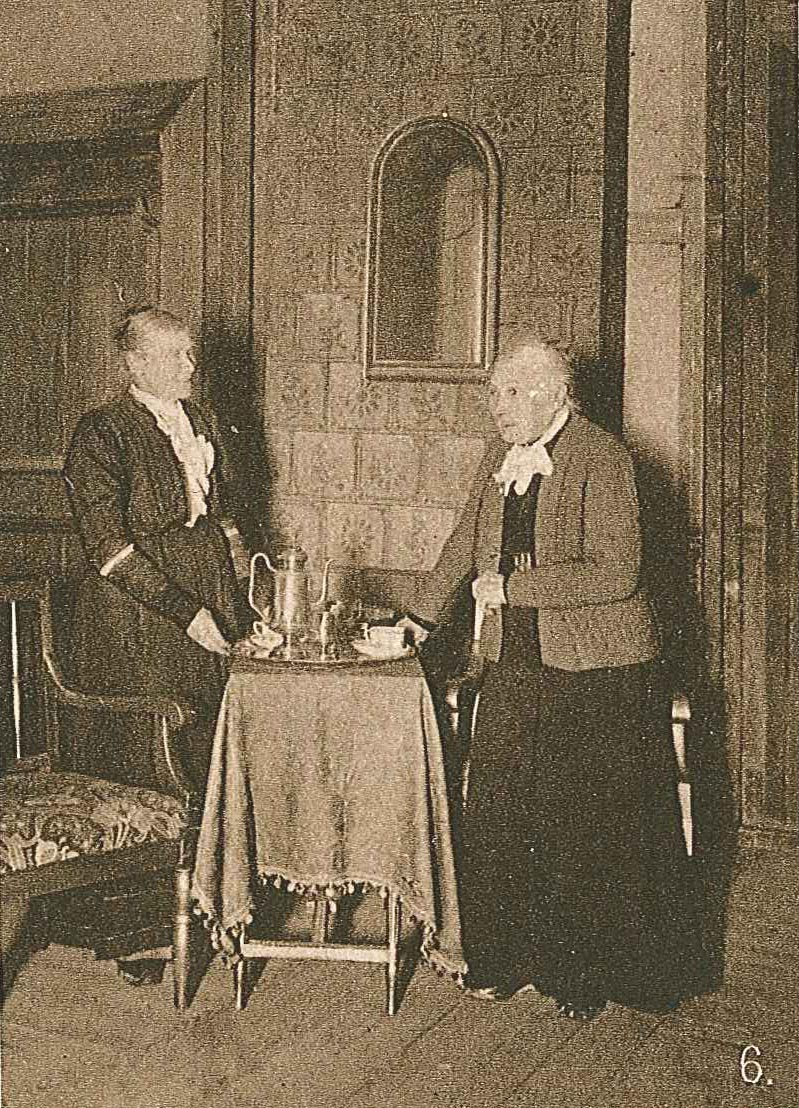
Amanda Rylander (till vänster) i pjäsen Evas systrar på Norrköpings Teater 1916. Motspelerskan är hennes riktiga syster Ottilia Littmarck.

| År   | Roll         | Produktion                                           | Regi            | Teater                     |
| ---- | ------------ | ---------------------------------------------------- | --------------- | -------------------------- |
| 1868 | Wilhelmina   | Vårt tjenstefolk Eugène Grangé och Raymond Deslandes |                 | Mindre teatern             |
| 1874 | Ingrid       | Bröllopet på Ulfåsa Frans Hedberg                    |                 | Nya teatern, Göteborg      |
| 1875 | Fröken Malin | Dagsländorna Frans Hedberg                           |                 | Nya teatern, Göteborg      |
| 1889 | Vivika       | Ett köpmanshus i skärgården Frans Hedberg            | Albert Ranft    | Stora Teatern, Göteborg    |
| 1891 | Ingrid       | Bröllopet på Ulfåsa Frans Hedberg                    | Harald Molander | Svenska teatern, Stockholm |

### Fotnoter
1. ↑  Sveriges dödbok 1815–2022, nionde utgåvan, Sveriges Släktforskarförbund, december 2023, Rylander, Amanda Fredrika
(1832-10-14)
DBU, FS (sida: 383)?
2. ↑  Det gamla Göteborg. Lokalhistoriska skildringar, personalia och kulturdrag
3. ↑  Ringnérska tiden i Carl Rudolf A:son Fredberg, Det gamla Göteborg. Lokalhistoriska skildringar, personalia och kulturdrag, band 3 (1922) sid 65
4. ↑  ”Tidningsnotis”. Dagens Nyheter:  s. 2. 26 maj 1875. http://arkivet.dn.se/arkivet/tidning/1875-05-26/3166/2. Läst 30 juli 2015.
5. ↑  ”Teater och Musik”. Dagens Nyheter:  s. 2. 13 december 1889. http://arkivet.dn.se/arkivet/tidning/1889-12-13/7594/2. Läst 29 juli 2015.
6. ↑  ”Teater och Musik”. Dagens Nyheter:  s. 3. 23 april 1891. http://arkivet.dn.se/arkivet/tidning/1891-04-23/8002/3. Läst 8 juni 2016.